# 申智植
申智植（韓語：신지식，1930年1月1日—2020年3月12日），女，韩国儿童文学作家。

## 生平
1930年生于汉城。童年在中国东北地区度过。1946年入读韩国梨花女子高中，1948年在时创作的少女小说《白路》在全国女学生文艺会演中获第一名。1949年入读梨花女子大學国语系，1953年毕业后一直在梨花女子高中担任语文老师。1987年退休。
1957年发表《粉红色贝壳》等童话，初登文坛。1960年代，将加拿大长篇小说译介入韩国。1968年，《风与午时花》获第4届小泉文学奖。
2020年3月12日逝世。

## 主要作品
| 出版年份 | 原文名 | 中文译名                 |
| -------- | ------ | ------------------------ |
| 1956年   |        | 《白路》                 |
| 1956年   |        | 《在柿子熟的时候》       |
| 1968年   |        | 《风与午时花》           |
| 1968年   |        | 《去的日子，回来的日子》 |